# 沙布利白葡萄酒

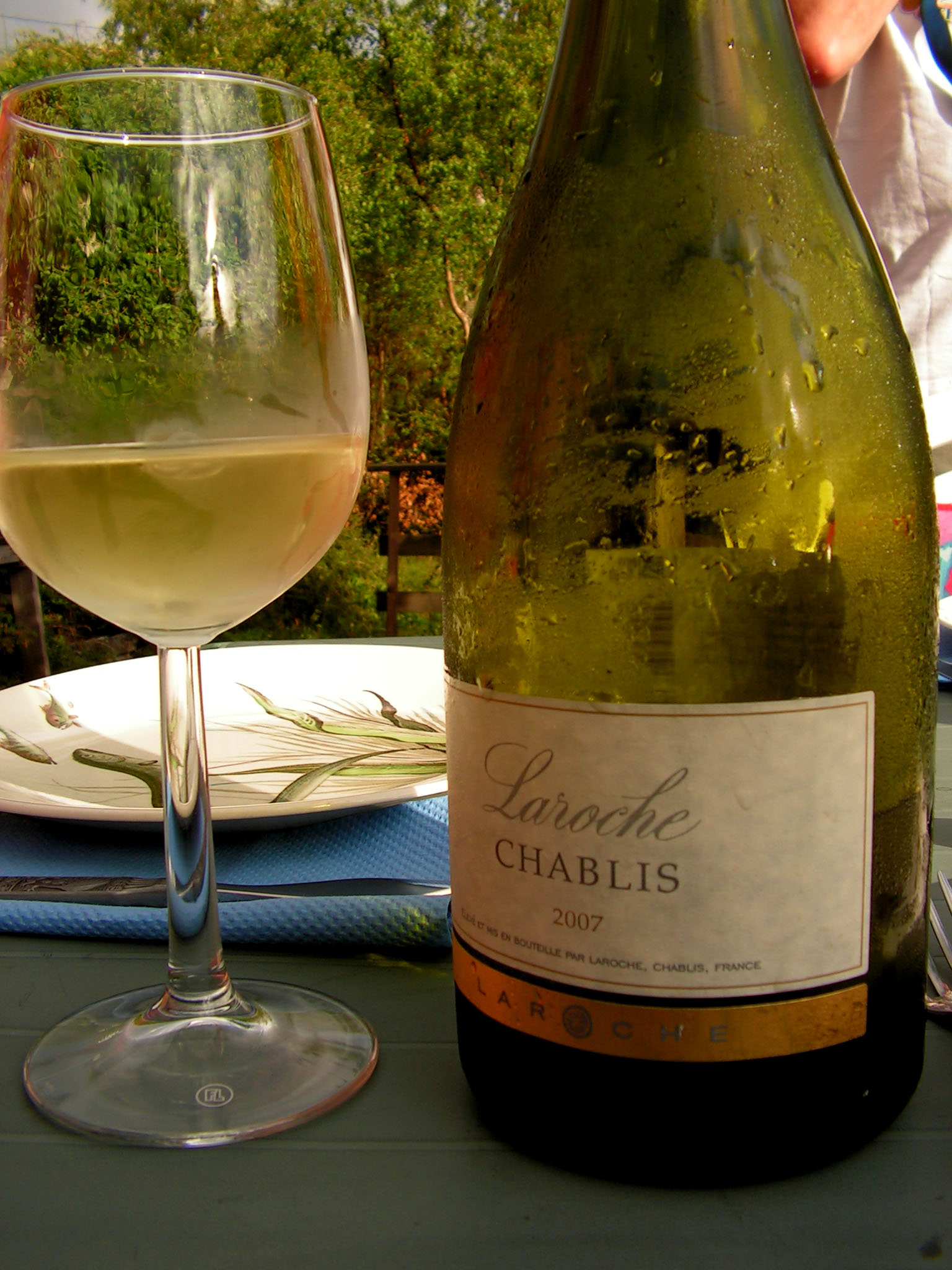
沙布利白葡萄酒

沙布利白葡萄酒（發音：[ʃabli] ⓘ）是法国出产的一种上等白葡萄酒，以沙布利村庄周围极为有限的范围内和勃艮第北部约讷地区沿瑟兰河所产的霞多丽葡萄为原料酿造。沙布利白葡萄酒为特殊风味的干白葡萄酒，浓郁芬芳，酒精含量较高，带有酸味。
法國勃艮第最北端的葡萄酒產區氣候涼爽，所生產的葡萄酒比在溫暖氣候下種植的霞多麗葡萄酒酸度更高，果味更少。這些葡萄酒通常帶有“燧石”的味道，有時被描述為 “打火石滋味”，或是“鋼鐵味”。 依據“夏布利原產地命名控制” (Chablis Appellation d'origine controlee)的規定，夏布利必須只能使用霞多麗葡萄。

## 歷史
在中世紀，天主教會是沙布利地區葡萄栽培經濟的主導者。 蓬蒂尼修道院建於1114年，僧侶們在塞林河沿岸種植葡萄樹，並於1186年接受一座沙布利葡萄園的贈與。1245年，編年史家已在歷史文獻中描述沙布利酒。 根據考證，沙布利葡萄是起源於12世紀，由蓬蒂尼修道院的西多會修士首先在沙布利地區種植，然後從該地向南傳播，普及勃艮第等其他地區。  之後，沙布利地區在15世紀成為勃艮第公國的一部分。 在15世紀中葉的記錄顯示：當時已有沙布利葡萄酒運送往法蘭德斯和皮卡第。
至中世紀，一些教會就於勃艮第一帶，栽種葡萄釀製此酒，主要銷往巴黎。到15世紀中，沙布利酒就已外銷，賣往英國、比利時等國。
沙布利酒的市場逐漸蓬勃，沙布利葡萄酒商透過法國國內河運體系，銷往巴黎市場；另在17世紀，西歐其他地區也能享受沙布利酒的美味，法國酒商開始大量出口英國、比利時。 到19世紀，沙布利已種植近4萬公頃的葡萄藤，葡萄園從沙布利鎮一直延伸到約訥河沿岸。一些香檳生產商也開始使用沙布利葡萄，做為氣泡酒的主體。  
隨著法國大革命的動盪，修道院的葡萄園成為國家財產並被拍賣，當地的小農戶因此有機會開始成為兼職種植者。即使法國政治動盪，沙布利葡萄酒出口國際市場仍繼續維持榮景，甚至托爾斯泰的俄羅斯小說“安娜·卡列尼娜” （Anna Karenina）也提到“經典沙布利”是一種常見的葡萄酒選擇， 可以見得沙布利在當時的普遍性。
對沙布利酒農來說，19世紀末是一段艱難的時期。首先是新建的國家鐵路系統將全國各地與巴黎連接起來，來自法國南部（Midi de la France）地區的廉價葡萄酒削弱沙布利的市場競爭力。另外，從1886年葡萄園受到根瘤蚜的蟲害影響下，農人使用長達15年的時間更新葡萄樹來對抗根瘤蚜。有些沙布利生產商因此放棄繼續收購葡萄釀酒，導致該地區的種植面積在20世紀初開始穩步下降。到1950年代，沙布利僅種植500公頃的葡萄藤。
但20世紀新技術帶來優質的生產方式，因此使沙布利葡萄的栽培走向穩定且有利可圖。 1938 年，法國國家原產地和質量研究所為沙布利創建“原產地命名控制” (Appellation d'origine contrôlée, AOC) 制度，規定葡萄品種、葡萄栽培和釀酒必須在劃定的界限內進行。當時“沙布利”這個名字這個名字，被氾濫使用在幾乎是全球的任何白葡萄酒，因AOC的有效管控而保護這個品牌的高度價值。在1960年代初期，葡萄園防凍技術的進步，有效將沙布利的氣候風險降至最低。 而且20世紀中後期，全球出現的“霞多麗熱潮”也為沙布利打開繁榮市場，葡萄園的種植開始穩定增長，到2004年，沙布利的種植面積上升到4,000公頃。 

## 產地及栽種
沙布利酒產地是在法國中部，巴黎東南部180公里，歐塞爾以東16公里，深入勃艮第產區。产区气候为半大陆性气候，略受大西洋氣流所影响。冬季寒冷漫长，春季潮湿，夏季十分炎热且光照较强。
沙布利葡萄園主非常重視葡萄的霜凍防害。在葡萄藤的萌芽期（三月到五月初），沙布利地區經常受到春季霜凍的影響，會影響作物產量。1957 年的年份受到霜凍的影響尤為嚴重：地區當局報告顯示，當年僅生產了 11 箱（132 瓶）葡萄酒。 過去農人為了避險，必須將葡萄園轉向混合種植。 在1960 年代，葡萄園引入防凍技術的預防措施，利用園內加熱器提供熱量，或是用保護冰層保護，將熱量保留在藤蔓內，以減少葡萄寒害。
AOC規定葡萄採摘時，「頂級園」(Grand Cru)葡萄園的潛在酒精含量必須至少為 11%，「一級園」(Premier Cru)至少為 10.5%，AOC 指定的沙布利葡萄園至少為 9.5%。「頂級園」的產量必須限制在每公頃 4500公升以內，並有 20% 的產量增加津貼。  在沙布利地區的其他地區，目前大約有 80% 的葡萄園使用機械收穫，但大多數的特級園在收穫時採用手工採摘，以更仔細地地區分成熟和未成熟的葡萄串。

## 釀製過程
在20 世紀，全球釀酒技術有許多進步，特別是引進溫控發酵和可控的蘋果乳酸發酵。在技術進步的趨勢中，該地區仍在爭論釀酒核心問題：是否採用橡木桶。從歷史上看，沙布利是在舊木桶中陳釀的，這些木桶對風味的影響基本上是中性的，不會散發出一般陳釀葡萄酒的特有橡木風味（香草、肉桂、烤麵包、椰子等風味）。但這些較舊的桶不易控制衛生，可能導致葡萄酒出現問題，甚至導致酒品變色。因此這些舊桶逐漸不受歡迎，釀酒師改採溫度控制的不銹鋼發酵罐。 沙布利城鎮周圍的葡萄藤所釀造的干白葡萄酒，大多數沙布利葡萄酒在不銹鋼罐中釀造，因此以其香氣和口感的純度而聞名。與勃艮第其他地區的白葡萄酒相比，不太受到橡木桶的味道影響。
但在20 世紀後期，一些釀酒師重新使用木桶，又再引起爭議。“傳統主義”釀酒師認為橡木桶的使用與“沙布利風格”背道而馳，而“現代主義”釀酒師但仍接受橡木桶的使用。發酵過程如果有用到橡木桶的話，“酒桶成熟度”可以是一種風格塑造的選擇。沙布利生產商做法差異很大，有些“頂級園”(Grand Cru) 和“一級園”(Premier Cru) 葡萄酒會在橡木桶中進行發酵與熟成，但存放時間比博訥產區的白葡萄酒要小得多，因此沙布利的炭含量通常很低，比較沒有其他葡萄酒中的“烘烤味”。 
雖然在 20 世紀，沙布利釀造過程中有廣泛使用“補糖”(chaptalization) 的做法，但近年來葡萄收成嚐有成熟年份的趨勢，葡萄普遍含糖量更高，減少了釀造補糖的需求。 

## 特質與風格
所有的沙布利完全由霞多麗葡萄釀製而成，一些葡萄酒專家認為，該地區的簡單釀酒風格，是霞多麗品種特性的“最純粹”表現。沙布利葡萄酒的特點是黃綠、清澈、活潑，且酒香中帶有青蘋果般的酸度是沙布利的標誌。
沙布利釀酒師特別強調石灰質土壤和涼爽氣候的風土條件以保持高酸度，葡萄酒的酸度會隨著年齡的增長而變得醇厚，沙布利是霞多麗系列中，酒齡最長壽的例子。沙布利葡萄酒也帶有“燧石”的味道，有時被描述為“打火石味”或是“鋼鐵味”。沙布利也可以有泥土“濕石”的味道，而且隨著酒齡的增長而變強，然後轉變成為精緻的蜂蜜味。 像大多數勃艮第白葡萄酒一般，沙布利可以陳置在瓶中而隨酒齡增長更加美味，「頂級園」葡萄酒通常可以陳置 15 年以上，而許多「一級園」葡萄酒至少可以陳置 10 年。

## 產銷現況
在 20 世紀，沙布利葡萄酒主要用於出口，而非銷售法國國內市場，因為法國人較青睞科多爾省霞多麗。沙布利釀製趨勢已走向產業化裝瓶以及合作社經營，當今沙布利所有葡萄酒的近三分之一產量是由La Chablisienne 合作社所生產。
近年來，沙布利酒生產商為保護沙布利酒的稱號而努力，採取法律手段以讓外國酒商業者尊重沙布利的品牌。儘管沙布利與霞多麗有緊密的聯繫，但沙布利的葡萄酒可能會被新世界品種和其他勃艮第霞多麗酒的亮麗表現所掩蓋。事實上，在法國以外，目前“沙布利”一詞仍被用以泛指白葡萄酒的各種品牌。